# محمد حسين روبلي
محمد حسين روبلي (مواليد أكتوبر 1963) هو سياسي صومالي، شغل منصب رئيس الوزراء في الفترة ما بين 23 سبتمبر 2020 حتى 15 يونيو 2022.

## خلفية تاريخية
ولد في هوبيو في فبراير 1968، حصل على البكالوريوس في الهندسة المدنية من الجامعة الوطنية الصومالية عام 1990 ثم التحق بعد ذلك بالمعهد الملكي للتكنولوجيا في ستوكهولم بالسويد حيث حصل على الماجستير في الهندسة البيئية والهندسة المستدامة عام 2000. قبل تعيينه رئيسا للوزراء عمل روبلي كمستشار فني مستقل في منظمة العمل الدولية.

## مسيرته السياسية
عينه الرئيس الصومالي محمد عبد الله فرماجو رئيسا للوزراء في 23 سبتمبر 2020 وتعهد في خطابه الأولي أمام البرلمان بعد توليه المنصب، بتشكيل حكومة من شأنها أن تقود الصومال خلال الفترة الانتقالية وصولا إلى انتخابات عام 2021، أعاد روبلي تعيين مهدي محمد جوليد نائباً لرئيس الوزراء كما عين 26 وزيراً في حكومته، 15 منهم تقلدوا مناصب في الحكومة السابقة، كما ضمت حكومته 17 وزير دولة و 4 سيدات
محاولة اغتيال
في 18 ديسمبر 2020 قبل دقائق من وصوله إلى ملعب في مدينة جالكعيو حيث كان من المقرر أن يلقي خطابا فجر انتحاري نفسه خارج الاستاد ما أسفر عن مقتل سبعة مدنيين وثلاثة جنود. وندد روبلي، بأشد العبارات، في تصريح صحفي مقتضب، بالتفجير الانتحاري كما تقدم بالتعازي إلى القوات المسلحة وأسر ضحايا الهجوم الإرهابي، متمنيا الشفاء العاجل للمصابين.
الانتخابات الرئاسية
في 1 مايو 2021 فوض الرئيس فرماجو رئيس الوزراء روبلي بالإشراف على العملية الانتخابية وتنفيذ الانتخابات وفقًا للاتفاق الذي تم التوصل إليه في 17 سبتمبر 2020 في المنتدى التشاوري الوطني وإطار بيدوا في 16 فبراير 2021 وكذلك الترتيبات الأمنية للانتخابات.
حرية الصحافة
في اليوم العالمي لحرية الصحافة 3 مايو 2021 هنأ روبلي الصحفيين الصوماليين مشيدًا بهم على تضحياتهم وصمودهم والتزامهم. كما أكد سعي حكومته للحفاظ على سلامة الصحفيين وضمان حصولهم على المعلومات، لا سيما خلال الانتخابات المقبلة ، كما شجع الصحفيين على أداء عملهم بمسؤولية واحتراف.
الخلاف مع الرئيس فرماجو
في 16 سبتمبر 2021 علق الرئيس الصومالي فرماجو السلطات التنفيذية لروبلي بعد خلاف حول إقالته رئيس وكالة المخابرات والأمن الوطني فهد ياسين للتحقيق في قضية اختفاء إكرام تهليل فارح.
في 28 ديسمبر 2021 دعا روبلي فرماجو إلى التنحي على الفور والتركيز على مسار حملته للانتخابات المقبلة
في 9 يناير 2022 أعلن المتحدث باسم الحكومة الصومالية، عن توصل الأطراف الصومالية إلى اتفاق بشأن الانتهاء من الانتخابات التشريعية في موعد أقصاه 25 فبراير 2021، بعد المؤتمر الذي عقده المجلس الاستشاري الوطني، والذي استمر لمدة أسبوع في العاصمة الصومالية مقديشو، بحضور رؤساء الولايات الفيدرالية الخمسة، بالإضافة إلى محافظ إقليم بنادر، وبرئاسة رئيس الوزراء الصومالي، محمد حسين روبلي.
بعد انتخاب الرئيس حسن شيخ محمود في 9 يونيو 2022 عين حمزة عبدي بري رئيسا للوزراء خلفا لروبلي، وصادق مجلس النواب على تعيين بري في 25 يونيو 2022

## تُهم بالاستيلاء على أراضي
في 21 ديسمبر 2021 اتهم قائد البحرية الصومالية العميد عبد الحميد محمد درير رئيس الوزراء محمد حسين روبلي بنهب أرض تابعة للبحرية وبناء منزل له هناك، وقال درير إنه أمر “مؤسف ومحبط للآمال” أن يقوم رئيس الوزراء محمد حسين روبلي بنهب ممتلكات البحرية، وتعهد بعدم قبول ذلك وهو ما أدى إلى قيام الرئيس محمد عبد الله فرماجو بتعليق عمل رئيس الوزراء روبلي لحين انتهاء التحقيقات بشأن اتهامه بالاستحواذ على أملاك للدولة، إلا أن روبلي رفض ذلك واصفا إياه بمحاولة للانقلاب على نظام الدولة والدستور